# Arnold Paulssen

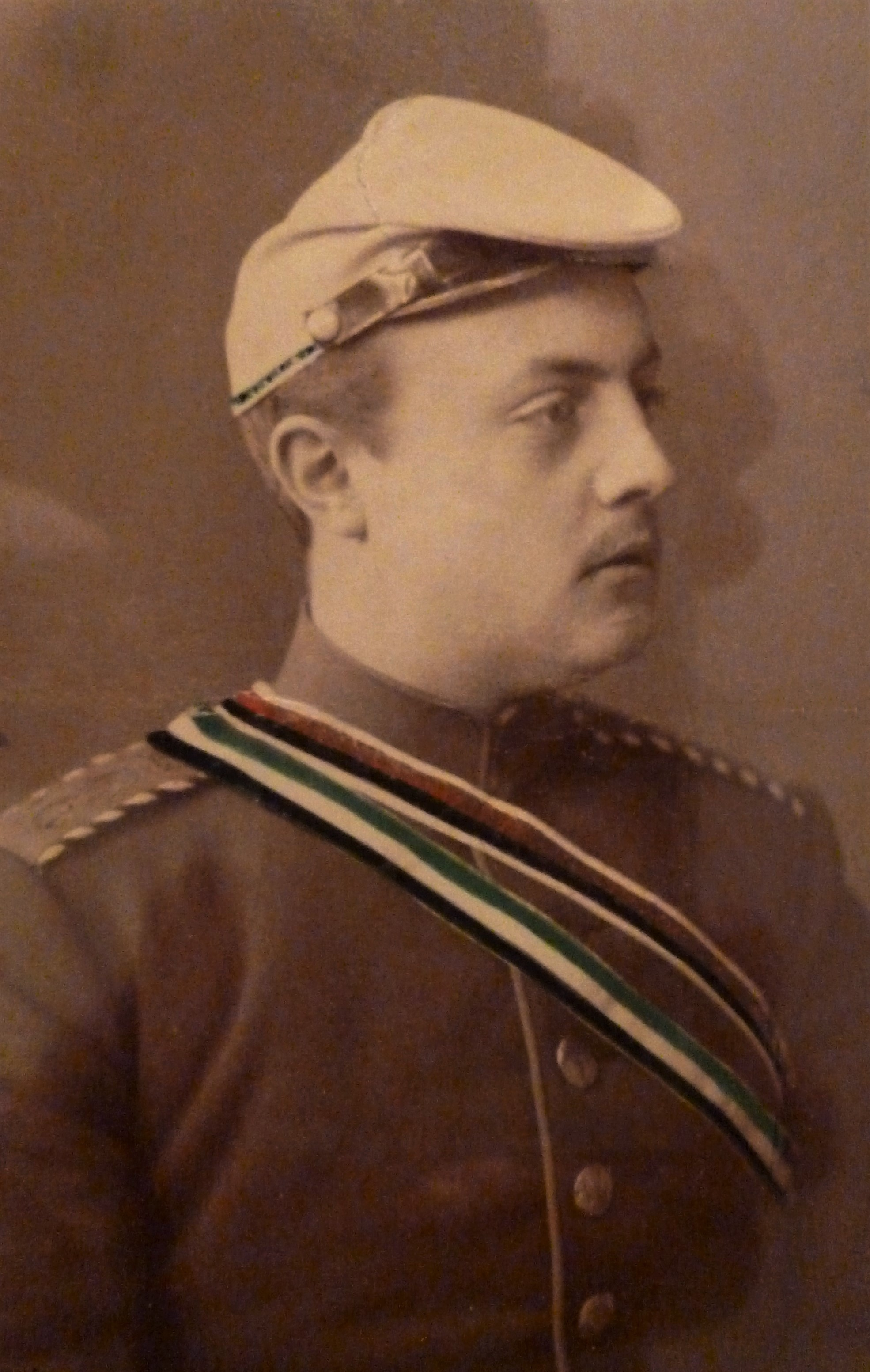
Paulssen als Corpsstudent, um 1885/90

Arnold Rudolf Otto Paulssen (* 25. November 1864 in Sömmerda; † 19. März 1942 in Weimar) war ein deutscher Jurist und Politiker (DDP). Er war von 1920 bis 1921 und von 1928 bis 1930 Leitender Staatsminister (Regierungschef) sowie Minister für Volksbildung (1920–1921 und 1928–1930), Justiz (1920–1921), Wirtschaft (1927–1930), Inneres (1927–1928) und Finanzen (1929–1930) des Landes Thüringen.

## Herkunft, Ausbildung und Karriere im Großherzogtum Sachsen
Paulssen entstammte einer großbürgerlichen Familie aus Thüringen. Er war ein Urenkel des Weimarer Bürgermeisters Carl Christian August Paulssen; sein Großvater war Amtsadvokat in Großrudestedt, sein Vater Constantin Paulssen kaufmännischer Angestellter in Sömmerda. Nach dem Abitur am Gymnasium in Weimar 1883 nahm er ein Studium der Rechtswissenschaft an den Universitäten Freiburg im Breisgau, Halle, Berlin und Jena auf, das er 1891 mit der Promotion zum Dr. jur. beendete. Während seines Studiums trat er 1883 in das Corps Hasso-Borussia Freiburg und 1884 in das Corps Guestphalia Halle ein.

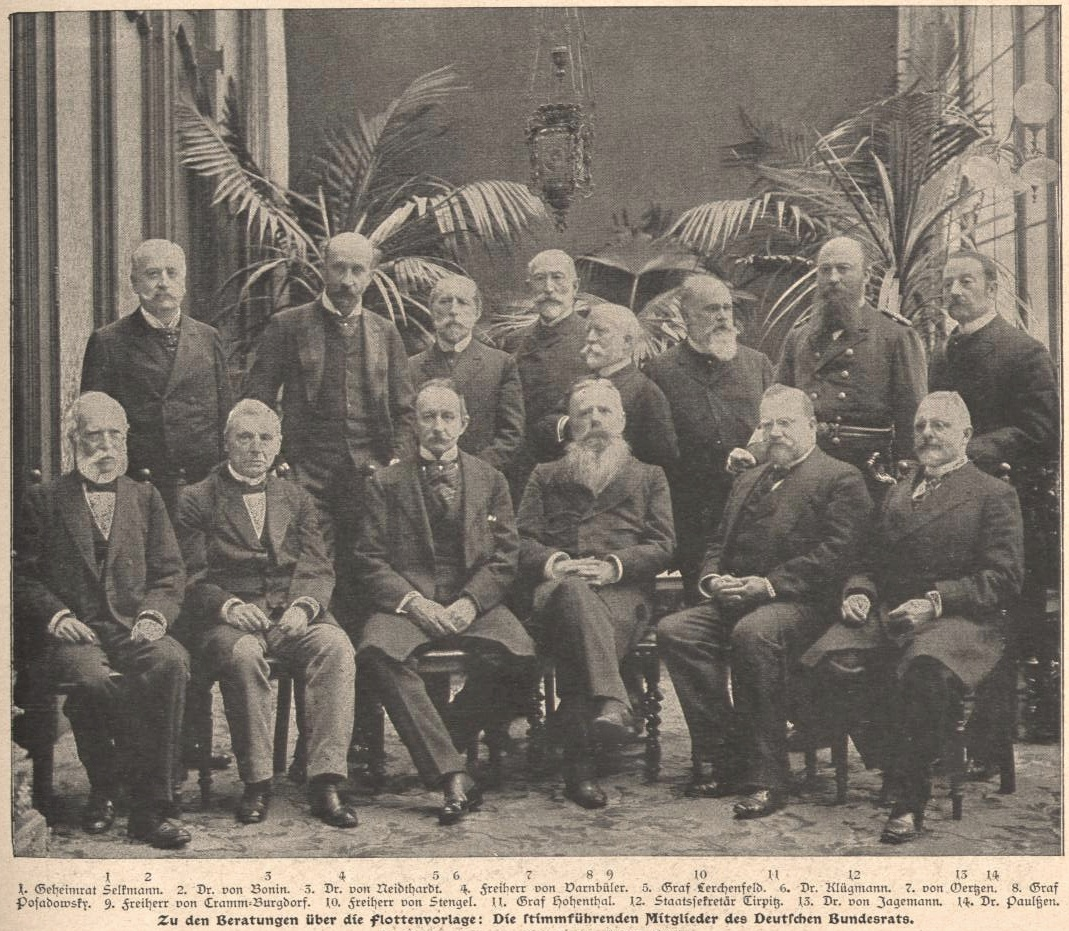
Gruppenfoto im Bundesrat, 1900, Arnold Paulssen stehend, ganz rechts (Person Nr. 14)

Paulssen war ab 1894 als Landrichter in Weimar tätig und wurde ein Jahr später Finanzrat und Vortragender Rat im Großherzoglich Sächsischen Staatsministerium. Gleichzeitig fungierte er als Geheimer Referendar des Großherzogs Carl Alexander von Sachsen-Weimar-Eisenach. Nach seiner Ernennung zum Geheimen Legationsrat 1899 war er stellvertretender Bevollmächtigter im Bundesrat für das Großherzogtum Sachsen und die thüringischen Staaten. 1905 wurde er zum Staatsrat, 1908 zum Geheimen Staatsrat. 
Paulssen war von 1908 bis 1912 Leiter des Ministeriums des Innern und Äußern des Großherzogtums Sachsen. Er war für liberale Neuerungen wie die Einführung des direkten Wahlrechts (1909), was zum Verlust der konservativen Landtagsmehrheit zugunsten der Liberalen führte, und der Verwaltungsgerichtsbarkeit (1911) verantwortlich. Danach amtierte er von 1912 bis 1918 als Bevollmächtigter des Großherzogtums Sachsen (und zugleich der anderen Thüringer Staaten außer Sachsen-Meiningen) im Bundesrat. Dort war er als Referent für direkte Steuern und kulturelle Fragen zuständig.

## Politische Karriere in der Weimarer Republik
Im Zuge der Novemberrevolution 1918 wurde aus dem Großherzogtum der Freistaat Sachsen-Weimar-Eisenach. Bei dessen erster Landtagswahl am 9. März 1919 bekam Paulssen als Kandidat der liberalen DDP ein Mandat. Am 20. Mai 1919 wurde er zum Vorsitzenden des Staatsministeriums (Regierungschef) des Freistaates Sachsen-Weimar-Eisenach gewählt. Arnold Paulssen engagierte sich erfolgreich für den Zusammenschluss der thüringischen Kleinstaaten zum Land Thüringen am 1. Mai 1920. Der demokratische Prozess zur Gründung des Freistaats war beispiellos in der deutschen Geschichte.
Paulssen war 1920/21 als einer von vier Abgeordneten der DDP Mitglied des ersten Thüringer Landtages. Nach der Fusion der thüringischen Staaten wurde der Freistaat Sachsen-Weimar-Eisenach übergangsweise in einen höheren Kommunalverband umgewandelt, dessen Gebietsregierung er noch bis zum 17. November 1921 vorstand. Parallel dazu war Paulssen vom 10. November 1920 bis zum 7. Oktober 1921 im neu geschaffenen Land Thüringen Staatsminister für Volksbildung und Justiz sowie Vorsitzender der ersten Landesregierung, die von DDP und Mehrheits-SPD gebildet und zusätzlich von der USPD, der stärksten Fraktion im Landtag, toleriert wurde.
Von April 1927 bis August 1928 übernahm er das Amt des Innen- und Wirtschaftsministers, Richard Leutheußer (DVP) war dabei Vorsitzender dieser Landesregierung. Die Funktion des Leitenden Staatsministers hatte Paulssen nochmals vom 6. November 1928 bis zum 22. Januar 1930 in einer bürgerlichen Koalitionsregierung inne (DDP, DVP, Landbund, Wirtschaftspartei, Volksrechtpartei), die jedoch nicht über die Mehrheit im Landtag verfügte. Dabei war er gleichzeitig Staatsminister für Wirtschaft, Volksbildung und ab Mai 1929 auch Finanzen.
Paulssen war ab 1923 Vorstandsvorsitzender der Stiftung Nietzsche-Archiv. Während seiner Zeit als Vorsitzender kam es zu Unstimmigkeiten mit Elisabeth Förster-Nietzsche wegen deren Hofierung des Nationalsozialismus im Archiv. Er legte sein Amt aus gesundheitlichen Gründen 1931 nieder, blieb aber im Vorstand, der nun von Richard Leutheußer geführt wurde. Er war auch mindestens bis 1937 Mitglied der „Gesellschaft der Freunde des Nietzsche-Archivs“.

## Familie

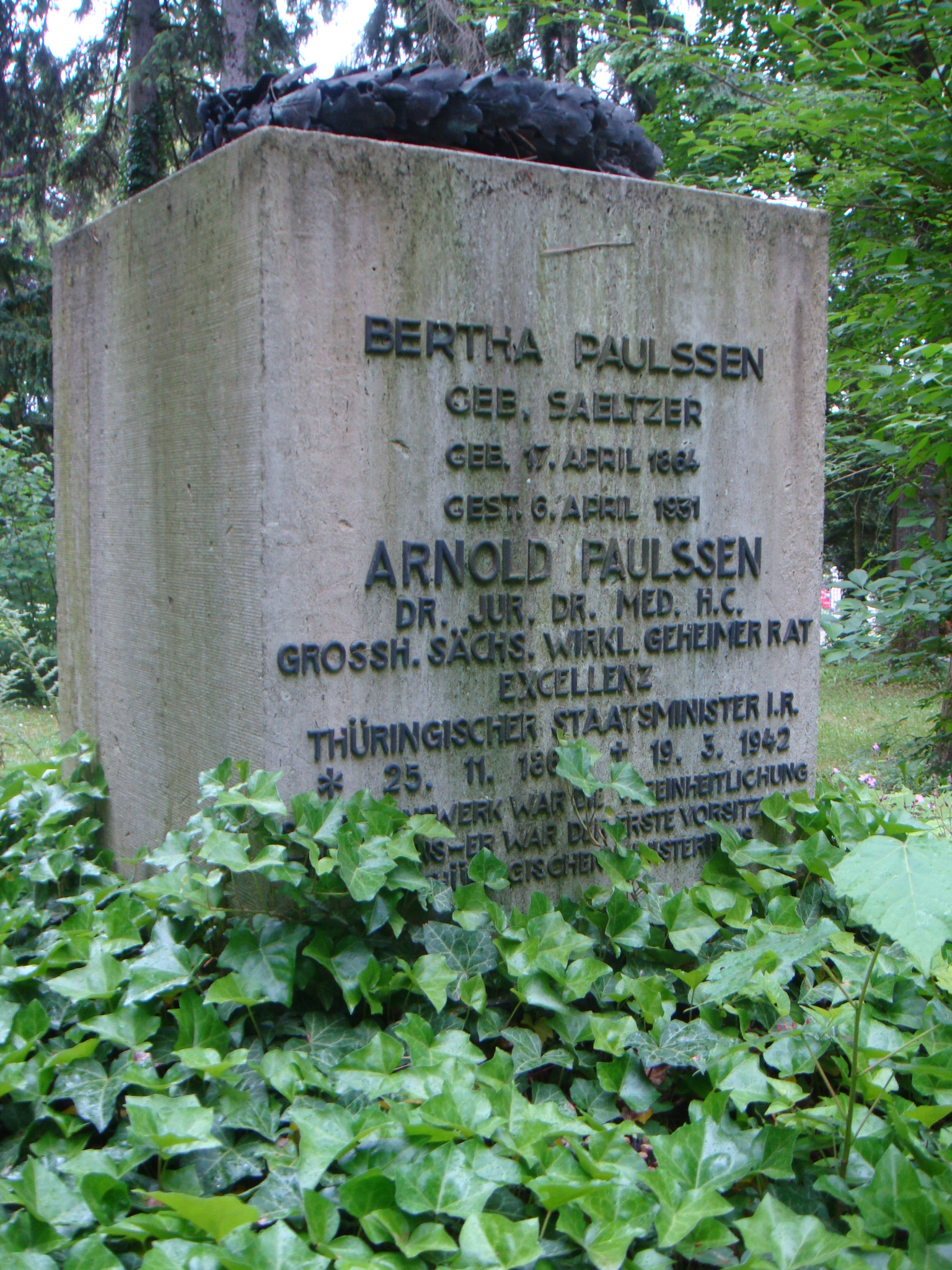
Sein Grab auf dem Hauptfriedhof in Weimar

Arnold Paulssen, der evangelischer Konfession war, heiratete 1891 Bertha Saeltzer, die Tochter eines großherzoglichen Hofbeamten in Weimar. Das Paar bekam zwei Söhne: Hans Constantin Paulssen (1892–1984) wurde Industrieller in der Aluminiumverarbeitung und später Präsident der Bundesvereinigung der Deutschen Arbeitgeberverbände (BDA); sein Bruder Ottokar (1894–1975) wurde Architekt.
Er ist auf dem Hauptfriedhof in Weimar begraben.